# Laima (mytologi)
För andra betydelser, se Laima.
Laima Petrenaite (även Lama, Vagilka på lettiska) var i lettisk och litauisk mytologi en gudinna som var en personifiering av ödet och lyckan. Hon har anknytning till barnafödande, äktenskap och död och var även de havande kvinnornas skyddshelgon. Laima och hennes funktion är identiska med den hinduiska gudinnan Lakshmis.